# Бервелл (Небраска)
Бервелл (англ. Burwell) — місто (англ. city) в США, в окрузі Гарфілд штату Небраска. Населення — 1087 осіб (2020).

## Географія
Бервелл розташований за координатами 41°46′48″ пн. ш. 99°8′3″ зх. д. / 41.78000° пн. ш. 99.13417° зх. д. (41.779981, -99.134159). За даними Бюро перепису населення США в 2010 році місто мало площу 2,68 км², уся площа — суходіл.

## Демографія
Згідно з переписом 2010 року, у місті мешкало 1210 осіб у 574 домогосподарствах у складі 312 родин. Густота населення становила 451 особа/км². Було 667 помешкань (249/км²).
Расовий склад населення:
| - 99,4 % — білих - 0,2 % — чорних або афроамериканців |

До двох чи більше рас належало 0,2 %. Частка іспаномовних становила 0,9 % від усіх жителів.
За віковим діапазоном населення розподілялося таким чином: 21,3 % — особи молодші 18 років, 49,4 % — особи у віці 18—64 років, 29,3 % — особи у віці 65 років та старші. Медіана віку мешканця становила 49,8 року. На 100 осіб жіночої статі у місті припадало 87,9 чоловіків; на 100 жінок у віці від 18 років та старших — 85,6 чоловіків також старших 18 років.
Середній дохід на одне домашнє господарство становив 43 141 долар США (медіана — 39 479), а середній дохід на одну сім'ю — 51 479 доларів (медіана — 46 765). Медіана доходів становила 35 060 доларів для чоловіків та 26 509 доларів для жінок. За межею бідності перебувало 10,9 % осіб, у тому числі 6,9 % дітей у віці до 18 років та 23,2 % осіб у віці 65 років та старших.
Цивільне працевлаштоване населення становило 605 осіб. Основні галузі зайнятості: освіта, охорона здоров'я та соціальна допомога — 22,5 %, роздрібна торгівля — 15,0 %, мистецтво, розваги та відпочинок — 13,2 %, будівництво — 12,4 %.